# North Central Airlines

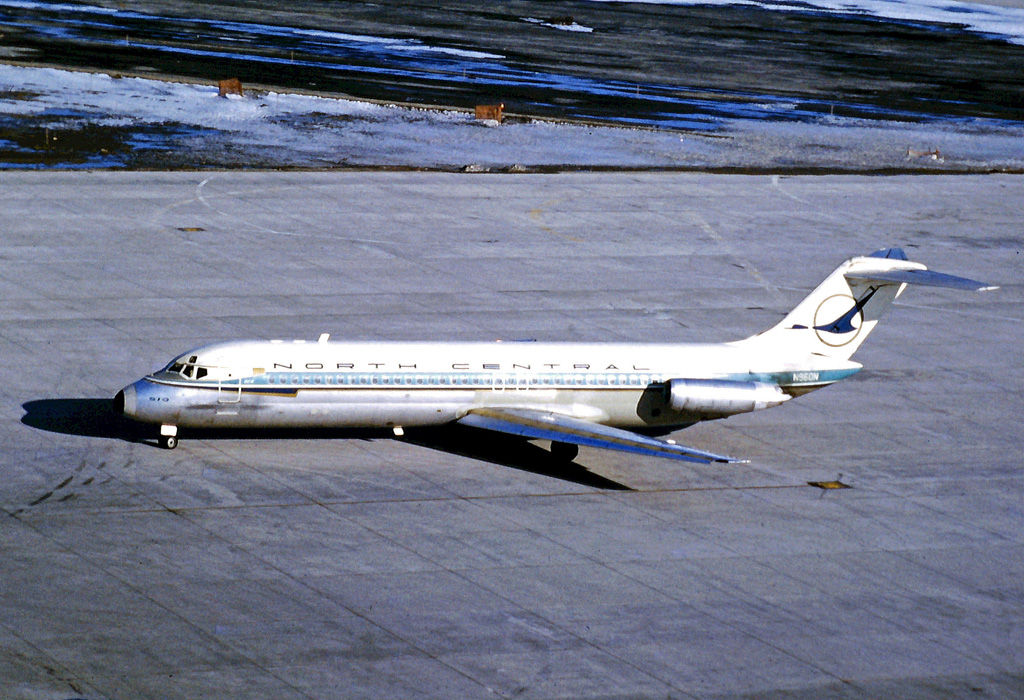
Douglas DC-9 da North Central Airlines.

North Central Airlines foi uma companhia aérea regional norte-americana fundada em 1944 com o nome de Wisconsin Central Airlines em Clintonville e mais tarde renomeada para North central
.
A North central foi criada a partir da divisão de uma companhia de transmissões de caminhões fundada em 1939 e começou a operar com duas aeronaves Cessna. Em 1952 a sede da empresa foi levada para Minneapolis e em 1968 começou a operar voos internacionais, sendo duas rotas para o Canada.
Na década de 1970, para expandir suas rotas e buscar alternativas para a redução dos altos custos operacionais, associou-se, em 1979, com a Southern Airways para criar uma nova empresa: a Republic Airlines.